# Miasto Slavonski Brod
Miasto Slavonski Brod (chorw. Grad Slavonski Brod) – jednostka administracyjna w Chorwacji, w żupanii brodzko-posawskiej. W 2011 roku liczyła 59 141 mieszkańców.